# Парагвай на літніх Олімпійських іграх 2012
Парагвай на літніх Олімпійських ігор 2012 представляли 8 спортсменів у 6 видах спорту.

## Академічне веслування
Жінки
| Спортсмени        | Дисципліна | Відбіркові заїзди | Відбіркові заїзди | Втішний заїзд | Втішний заїзд | Чвертьфінали | Чвертьфінали | Півфінали | Півфінали | Фінал   | Фінал |
| Спортсмени        | Дисципліна | Час               | Місце             | Час           | Місце         | Час          | Місце        | Час       | Місце     | Час     | Місце |
| ----------------- | ---------- | ----------------- | ----------------- | ------------- | ------------- | ------------ | ------------ | --------- | --------- | ------- | ----- |
| Габріела Москейра | Одиночки   | 7:52.07           | 3                 | Н/Д           | Н/Д           | 8:14.36      | 5            | 8:10.15   | 6         | 8:34.51 | 20    |